# Trække strå
At trække strå er en valgmetode brugt blandt mindre grupper af personer. Først tages lige så mange strå, som der er deltagere. Det ene strå skal være synligt kortere end de andre. Herefter holder den ene deltager alle stråene i hånden, så man ikke kan se længden af dem. Deltagerne skiftes til at trække et strå, og den som får det korte strå taber.
Heraf udtrykket at trække det korteste strå, som betegner en udvælgelse af en person på tilfældig og måske uretfærdig eller uheldig vis.